# 馬克白

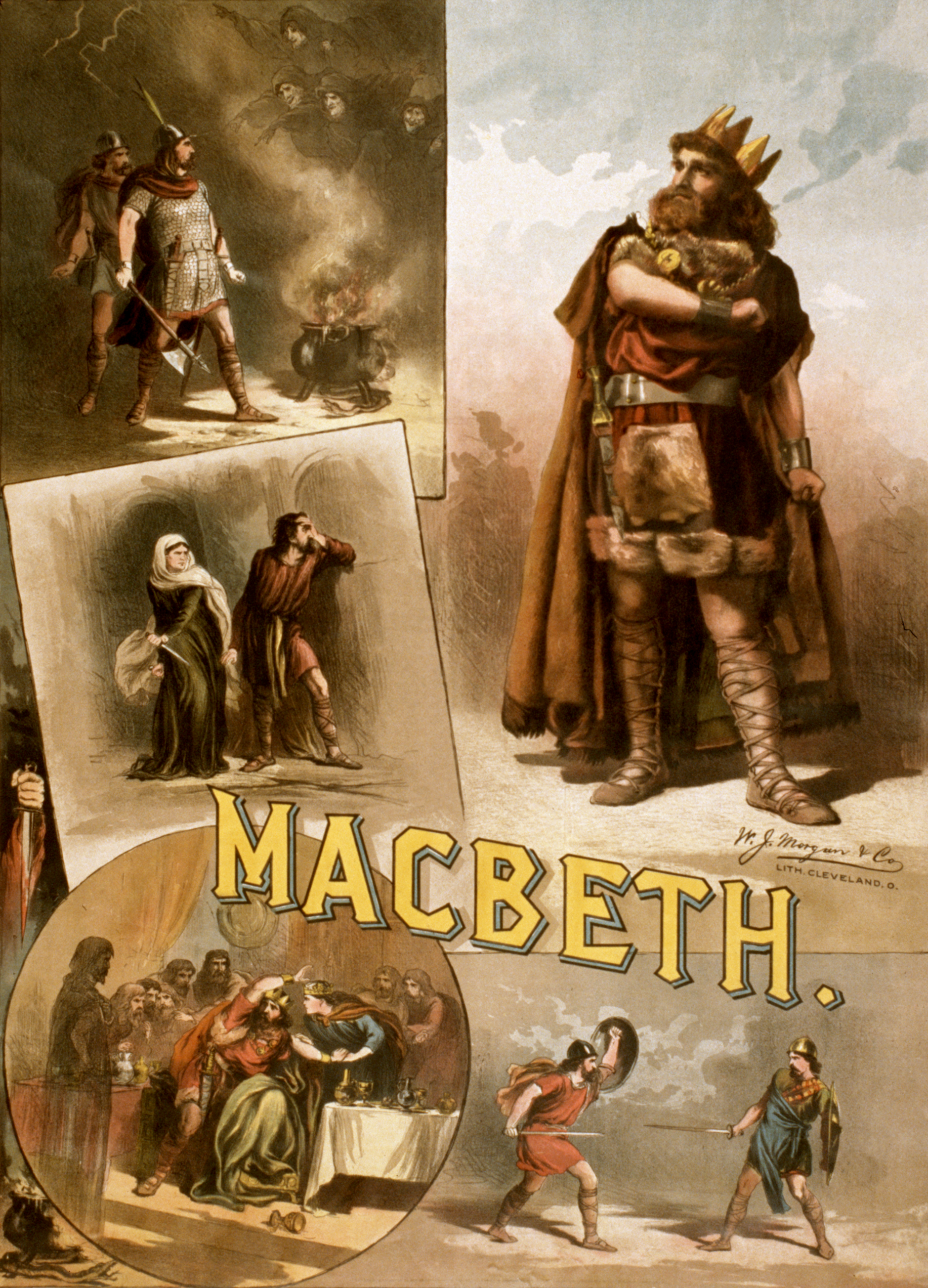
1884年美国某剧院《馬克白》的公演海报，主演为托马斯·W·肯尼。左上：遇见女巫；左中：谋杀之后；左下：班柯鬼魂；右上：馬克白；右下：最后的决斗

《馬克白》（英語：Macbeth）是莎士比亞最短的悲劇，也是他最受歡迎的作品之一。常被認為是他悲劇中最為陰暗、最富震撼力的作品。故事的地点设在蘇格蘭，并以戏剧的方式、透過心理作用、政治鬥爭的方式觀察了追逐權勢而背信棄義的邪惡。它大致根據蘇格蘭哲學家赫克托·波伊斯的著作《蘇格蘭國王馬克白》而寫成。
戲劇講述了勇敢的蘇格蘭將軍馬克白從三女巫得到預言，稱他某日會成為蘇格蘭國王。出於野心和妻子的慫恿，馬克白暗殺了國王鄧肯，自立為王。在自責與幻想的折磨下，他很快墮落成為一名暴君，不得不透過持續的凶狠手段來保護自己，打壓敵意與猜忌。大屠殺與內戰使得馬克白與他的夫人變得自大、瘋狂，直至二人最後的滅亡。舞台上，因馬克白夫人的情緒起伏多變，很多人都認為那是最難演的女性角色。
《麦克白》擁有不少「道德劇」（morality play）的特徵。學者因其中支持詹姆士一世掌權，普遍認為它是一齣典型地寫於詹姆斯一世時代的戲劇，大概寫成於1606年。西蒙·弗曼（Simon Forman）在环球剧场看戏的笔记大概是本剧演出的最早记录，时间为1611年4月。剧本则在1623年的《对开本》中第一次出现，大概是戏台的台词本。不少證據顯示現有的文字曾被托马斯·米德尔顿修改。米德爾頓從他自己的劇作《The Witch》（1615年）加入了不少在原作頗受歡迎的段落，如女巫和赫卡忒的那一場。這些修改（整個第三幕第五場，及部分第四幕第一場）一般而言也被收錄。莎士比亞劇作的資料來源於《霍林希德編年史》中 麦克白王、麦克德夫、鄧肯一世的相关记录。史书记录了英格兰、苏格兰、爱尔兰的相关事件，与莎士比亚和他同年代的类似。戏剧将史实改编，与真实事件有不少出入。

## 角色
- 鄧肯– 蘇格蘭国王
  - 馬爾康（Malcolm）– 邓肯的长子
  - 道納本（Donalbain）- 邓肯的幼子
- 馬克白（Macbeth）- 邓肯王麾下的一名将军；葛萊密斯勳爵，之后成为考特勳爵，苏格兰国王。
- 馬克白夫人（Lady Macbeth）– 馬克白的妻子，之后成为苏格兰王后
- 班柯– 馬克白的朋友，邓肯王麾下的将军
  - 弗里恩斯（Fleance）– 班柯的儿子
- 麥克德夫（Macduff）– 法夫勋爵
  - 麥克德夫夫人（Lady Macduff）– 麥克德夫的妻子
  - 麥克德夫的儿子

- 洛斯、列诺克斯（Lennox）、安格斯（Angus）、孟提斯（Menteith）、凯士纳斯（Caithness） – 苏格兰贵族
- 西华德（Siward） – 英格兰将军
  - 小西华德（Siward Jr.） – 西华德的儿子
- 西登 – 馬克白的仆人
- 赫卡忒（Hecate） – 巫后
- 三位女巫 – 预言馬克白将成为国王，班戈的后裔也将成为国王
- 三个凶手
- 门房 – 馬克白家的看门人
- 医生 – 馬克白夫人的医生
- 贵夫人（Gentlewoman） – 馬克白夫人的仆人

## 概要

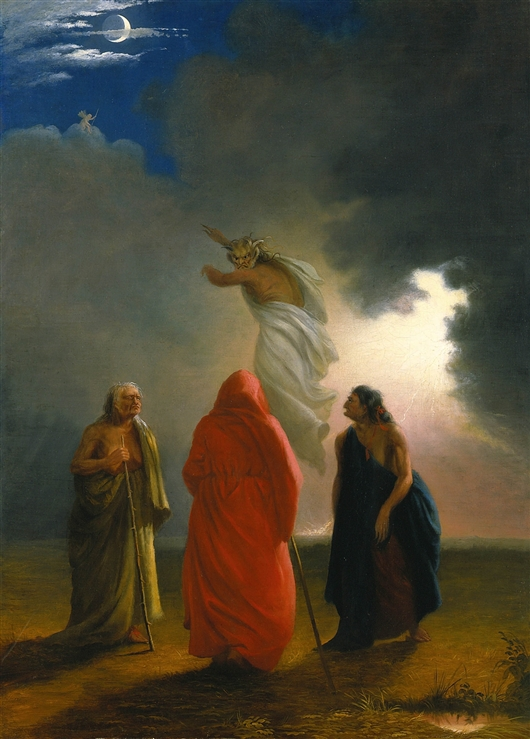
《馬克白》中的一个场景，威廉·瑞莫绘

戏剧在电闪雷鸣中開場，三位女巫正討論她們將與馬克白見面的事。下一幕，一位受伤的士官向蘇格蘭王鄧肯报告：兩位將軍——葛萊密斯勳爵馬克白與班柯，剛剛擊退了以麥克唐華德為首的叛軍與挪威及愛爾蘭兩軍對蘇格蘭的入侵。国王的族人馬克白因作战英勇而备受嘉奖。
當二人走進石南樹叢，三位女巫以預言迎接他們。第一位女巫稱：「馬克白為葛萊密斯勳爵。」第二位稱：「他為考特勳爵。」第三位則指：「他是未來的君王。」三位女巫告诉班柯：「麦克白的命运将会比他的好，而他的命运也会比馬克白好。」二人正在思量時，女巫消失了，王的使者洛斯出現，並告訴馬克白：「之前的考特勳爵因謀反而被處死，他已成為新的考特勳爵。」－－第二個預言應驗了。
鄧肯王对两位将军的凯旋大为高兴，赞扬了二人，并決定在馬克白位於殷佛納斯的城堡留宿。馬克白寫信給他的妻子，告訴她女巫的種種預言。馬克白夫人没有丝毫的犹豫，要求他殺死邓肯並奪其王位。馬克白為弒君一事感到不安，但其夫人对他反唇相讥，指责他不配做男人，称「這是成為國君的唯一途徑」。當晚，二人将仆人灌醉，因此当仆人醒来时头脑空空，无言以对。
虽然馬克白心生不忍，并有一系列异象出现，如染血匕首的幻像等等，但他依然在邓肯熟睡时将后者刺死。他全身颤抖，以至于馬克白夫人不得不对他下达刺杀的命令。按照计划，她染血匕首放到仆人手中，嫁禍予人。次日清晨，蘇格蘭貴族列諾克斯與費輔勳爵麥克德夫一同來到。門房開啟閘門，馬克白引領他們到了王的寢室，麥克德夫在那兒發現了鄧肯的屍首。馬克白在僕人們為己申辯前把他們殺死，并谎称自己这样做是出于义愤。鄧肯的兩個兒子—馬爾康與道納本分別逃往英格蘭與愛爾蘭，并成为了嫌疑犯。因原來的王位繼承人失蹤，作為先王親屬的馬克白得以繼承王位，成為新的蘇格蘭王。－－第三個預言應驗了。
馬克白雖然成功了，卻因「班柯的子孫將要君臨一國」的預言仍感不安。他遂認為班柯會危害自己的統治。越發偏執冷酷的馬克白於是邀班柯席王室宴會，並暗地派刺客殺死他與兒子弗里恩斯；但是在刺杀中弗里恩斯卻僥倖逃脫。馬克白倍感愤怒，深恐班柯后裔的潜在威胁。宴會中，馬克白宴请贵族吃喝做乐。沒想到，班柯的鬼魂出現，並坐在馬克白的座位上。因为馬克白是唯一能看見那鬼魂的人，他受驚嚇而立刻發瘋。他的胡言乱语令在场的所有人倍感震惊、不解——所有人看着他对着空座椅咆哮，直到夫人告诉大家：「馬克白不过是偶然疾病，没什么大碍。」馬克白镇定之后，大家继续吃喝。卻沒想到鬼魂再次出现，导致更大的混乱。馬克白夫人只得请贵客离去，宴会尴尬收场。

深受困擾的馬克白再次造訪女巫們，也從她們那里獲得預言的真相。女巫招出恐怖的幽靈以缓和馬克白的恐惧。首先，女巫招出披甲的头颅，提醒他要「留心麥克德夫」(4.1.72)。然后，一个血淋淋的儿童告訴他「沒有一個婦人所生下的人可以傷害馬克白」。第三，一个加冕的小孩告诉他「永遠不會被打敗，除非勃南的樹林向鄧西嫩的高山移動」。馬克白感到释然，因为所有人都是從婦人而生，而森林不会自己移動。当馬克白问及班戈的後裔時，女巫召唤了八個带着冠冕的国王，长相都与班戈相似，最后一个则拿着镜子，折射出更多的國王。馬克白认出这都是班柯的后裔，并且他们的国度繁多。

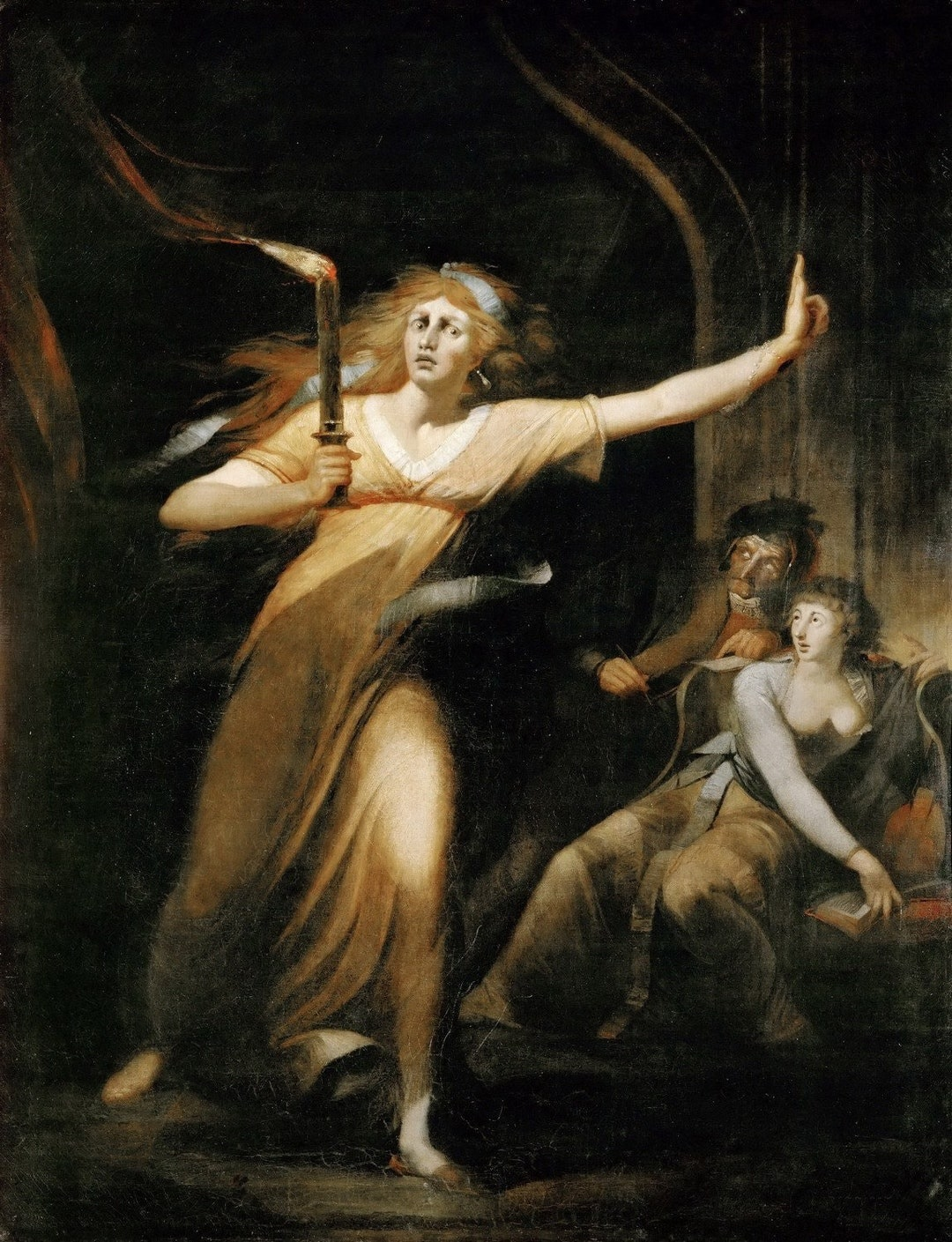
《馬克白夫人梦游》，亨利·菲斯利绘

在女巫离去后，列诺克斯出现，告诉馬克白麥克德夫流亡英格兰。馬克白随即把持住麥克德夫的城堡，进行大屠殺。所有人，包括麥克德夫的妻兒在內全都惨死。
馬克白夫人被罪疚感折磨，漸漸精神崩潰。晚上，醫生和貴婦人正討論馬克白夫人奇怪的夢遊行為，突然馬克白夫人手持蜡烛出现。哀嚎着邓肯、麦克德夫夫人和班柯的死，馬克白夫人嘗試把手上虚幻的血污洗淨，并喃喃着自己如何迫使丈夫的所作所为。她之后离开，留下惊呆的医生和贵夫人。馬克白夫人手上洗不净的血是一种反諷，在此之前她向馬克白夸口：「一点点水足以洗净我们。」(2.2.66)。
在英格蘭，麥克德夫被洛斯告知：「你的城堡受到袭击；你的妻子和儿女都惨死在野蛮的刀剑之下。」 (4.3.204-5)。麥克德夫万分悲痛，誓言报复。邓肯的儿子马尔康王子成功地在英格兰集结部队，與麥克德夫計劃奪回蘇格蘭。由于馬克白的暴政和残忍，这个计划获得了苏格兰贵族们的支持。麥克德夫帶領一隊有偽裝的軍隊，與馬爾康及英格蘭人西華德（諾森伯蘭伯爵）同赴鄧西嫩堡。同時，馬爾康的軍隊砍下樹木，偽裝成樹林而前進。
在敌人部队到来之前，馬克白得悉其夫人自杀身亡，导致他陷入深深的绝望，遂道出一段廣為人知的「虛無主義者的獨白」：「明天，明天，再一個明天……」(5.5.17–28)。虽然感到生命的空虚与短暂，但他依然积极进行防御。馬克白相信女巫的预言可以使自己無敵，但當他得知敵軍偽裝成樹林前進时，显然女巫预言中的一條實現了。
戰爭開始，英格兰军队占压倒性优势，麥克德夫與馬克白終於見面。馬克白聲稱：「他不必害怕麥克德夫，因為他不會被任何婦人所生之人殺死。」麥克德夫於是指出自己「没有足月就从他母亲的腹中剖出来的。」 (5.8.15–16)，因此不算是「从妇人生出来的。」(文学双关语)，这满足了女巫的第二条预言。馬克白終於發現自己误解了女巫模棱兩可的話。二人搏鬥，馬克白被麥克德夫斬首，實現了女巫的后续預言。
麥克德夫将馬克白的首级重新带出戲台，馬爾康則討論如何恢復秩序。至於馬克白夫人，马尔康表示“他的魔鬼一样的王后，据说也已经亲手杀害了自己的生命” (5.9.71–72)，虽然她自杀的方式没有说明。劇中最後一幕，馬爾康被加冕為合法的蘇格蘭王，這意味著國度回復了和平。至於女巫對班柯的預言（「班柯的子孫將要君臨一國」），莎士比亞時代的觀眾都認為是真實的，因為詹姆士一世(前蘇格蘭的詹姆士六世)據說是班柯的子孫。

## 资料

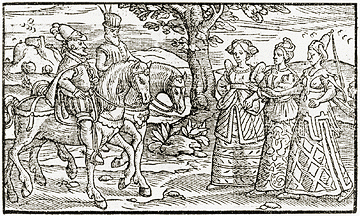
《霍林希德编年史》(1577)中“馬克白与班柯遇见女巫”

莎士比亚的《馬克白》常与他的《安東尼與克麗奧佩托拉》做对比。安东尼与馬克白都积极寻求新世界，并以旧世界作为其代價。两人都积极争夺王位，并在途中遇到“对手”。安东尼的对手是屋大维，馬克白的對手是班柯。在某一时刻，馬克白甚至将自己与安东尼对比，称"under Banquo / My Genius is rebuk'd, as it is said / Mark Antony's was by Caesar."不但如此，两个剧本中都存在着具有强大影響力的女性角色：克麗奧佩托拉和馬克白夫人。
《霍林希德编年史》是当时在不列顛群島流行的歷史，莎士比亞從中借用了許多典故。在《编年史》中，一位名叫鄧華德的人发现自己的家人因涉嫌与女巫来往而被国王德夫(King Duff)杀死。在他妻子的压力下，邓华德和他四个仆人将国王杀死在自己家中。在《编年史》中，馬克白被描述成努力维持国家运转，而邓肯王则昏庸无能。他与班柯遇到了三个女巫，后者所述的预言与莎士比亚的剧本中的一样。馬克白便与班柯一道谋反，馬克白夫人则对此表示支持并催促。馬克白统治了国家十年，并最终被麦克德夫和马尔康推翻。两个版本的对比十分明显。然而，有的学者认为喬治·布坎南的 Rerum Scoticarum Historia与莎士比亚的剧本更加贴切。布坎南的作品在莎士比亚时代已有拉丁文版本。
就馬克白将国王殺死在自己城堡内的故事没有其它版本可循。学者认为莎士比亚这么写使得馬克白显得罪大恶极。在当时流行的故事则叙述了邓肯在去往印威內斯的途中受到埋伏，而非死于城堡中。莎士比亚将邓华德、德夫王与戏剧的合成是一大重要改编。
莎士比亚做了另一重大改编。在《编年史》中，班柯是馬克白的同谋，他们一道刺杀了邓肯王。他在之后帮助了馬克白，而非马尔康夺取了王位。在莎士比亚的时代，班柯被认为是斯图亚特王朝詹姆斯一世的直系祖先。班柯在历史中的形象与莎士比亚笔下的形象大相径庭。评论家为此做出了几种推断。一、将王室先祖写成杀人犯太冒险了。当时的其它作家在写班柯时也改编了历史，如让·迪·施兰德在他的作品《斯图提得》中也将班柯描述成一位高尚正直的人，而不是杀人犯；这应该是出于同样的原因。二、莎士比亚将班柯的角色反转或许是因为没有必要為謀殺添加什麼從犯；然而，需要有一个角色来反對馬克白——对此，许多学者认为这个角色是由班柯来完成。

## 时代与文本
《馬克白》的編撰日期無法被準確確認，因為該劇在日後被幾經修訂。對劇在表面上恭慶1603年斯图尔特的詹姆士王登基(詹姆士认为自己是班柯的后裔)，学者们则认为戏剧的编撰不可能早于1603年，提出第四场中女巫们向馬克白出示了八位代表英国斯图亚特王朝的国王，是对詹姆士王的恭维。绝大多数的学者认为戏剧写于1606年的火药阴谋之后，因为戏剧中有对1605年的暗示以及之后的审判。1605年，为纪念詹姆士王的脱险，荣誉勋章上印制了一条蛇藏在了百合花与玫瑰花之后。馬克白夫人曾对她丈夫说：“让人家瞧您像一朵纯洁的花朵，可是在花瓣底下却有一条毒蛇潜伏”(1.5.74-5)，这或许是对前者的暗示。

值得特别注意的是，從門衛的台詞(2.3.1–21)可以看到他在给富农、裁缝和说话“暧昧含糊”的家伙开地狱的门(2.3.8-13)，并被认为是對耶穌會的亨利·加尼特的暗示，后者在1606年3月28日受审，5月3日被處決。“暧昧含糊”暗指对加尼特对“暧昧含糊”的辩护。然而，暧昧含糊早在1583年伊丽莎白一世的大顾问伯利爵士就被讨论过，1584年西班牙高级教士马丁·阿兹皮尔库塔提出“暧昧含糊教义”，并在欧洲传播，又于十六世纪90年代传到了英国。然而，门房称讲起话来暧昧含糊的家伙"committed treason enough for God's sake"（当着上帝的面叛国）(2.3.9-10)，由此将暧昧含糊于叛国联系了起来，暗指耶稣会的信仰：暧昧含糊用于“服务上帝”是合法的；这更加表明暗示与加尼特有关。门房继续说“可是他那条暧昧含糊的舌头却不能把他送上天堂去”(2.3.10-11)，回应了加尼特处决前夕的黑色幽默：即加尼特会被“毫不含糊地上绞架”，并在处决时不允许为自己做“暧昧含糊的辩护。”门房提到的富农也是对加尼特的暗示，后者使用“富农”作了自己的别名。

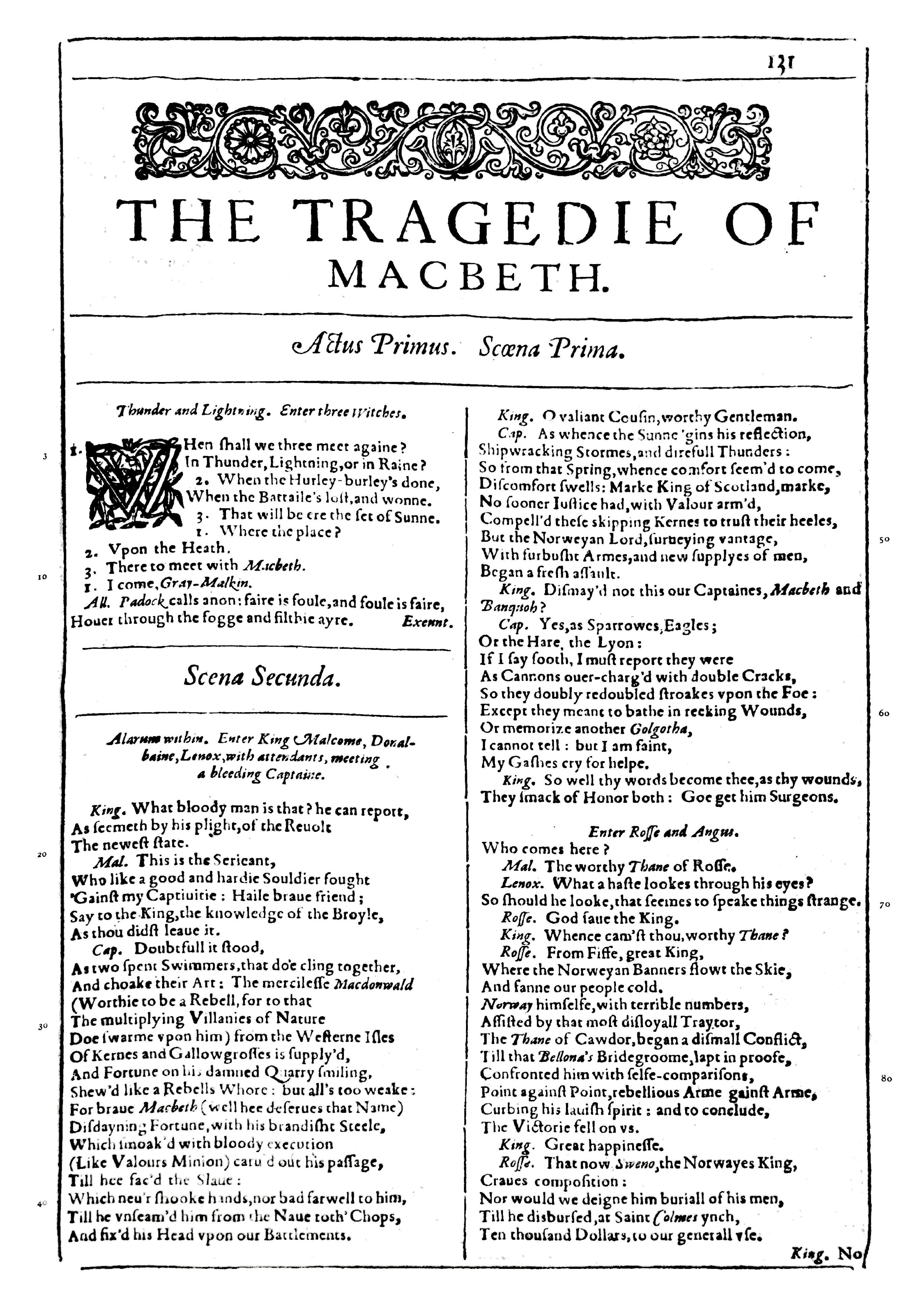
《第一对开本》中《馬克白》第一页的副本，1623年出版

 门房为“英吉利裁缝”开地狱门(2.3.13)，是对休·格里芬的暗示，后者于1607年11月27日和12月3日被坎特伯雷大主教质询，调查他是否参与了加尼特的“奇迹稻草”。这是一个名声狼藉的稻草头，沾满了加尼特的血，凝固成类似加尼特外貌的形状，被天主教徒们称作是奇迹。裁缝格里芬从此臭名昭著，成为诗歌调侃的对象，并在书籍的扉页上印上了他的肖像。
学者们引述了詹姆士王在1605年夏牛津看的一出剧，主打三位“女预言家”，类似三位女巫；柯默德推测莎士比亚或许听说了这些，并将其引述为三位女巫。然而，布兰米勒在新剑桥修订本中認為《馬克白》作於1605-6年的觀點沒有定論，因此只為1603年的觀點提出論證。戏剧的写作日期被认为早于1607年，因此，柯默德写道，戏剧“可能写于1607年”。
除此之外，有的人提出一些暗示表明戏剧写于1606年末，根据是女巫们的对话包涵了船长的妻子：“‘滚开，妖巫！’那个吃鱼吃肉的贱人喊起来了。她的丈夫是‘猛虎号’的船长，到阿勒坡去了” (1.6-7)。这被认为是对“猛虎号”的暗示，后者在1606年6月27日回到英格兰，许多船员在途中被海盗所害。几行字后，女巫们说起船长："He shall live a man forbid：Weary se'nnights nine times nine"(翻译：骨瘦如柴血色干；一年半载海上漂，后半句字义“受苦7昼夜的9乘以9”)(1.21-2)。现实中船在海上呆了567天，正好等于7x9x9，并被认为是暗示的证据，若是正确的，证明戏剧不可能早于1606年7月写成。
1623年，《馬克白》在《第一对开本》中第一次出现，《对开本》则是戏剧唯一的文字资料。流传的文本则是日后的手抄本，又被几经更改。值得注意的是戏剧后来将托马斯·米德尔顿所著《女巫》中两首歌纳入了其中，米德尔顿部分之所以被加入是为三位女巫和赫卡忒增加一出戏份，后者受到观众的好评。这些修订在1869年克拉伦登版后就一直保留在第三幕，第五场中，而第四幕，第一场常表现出现代文字形式。综上所述，许多学者认为巫后赫卡忒出现的三个间歇是真本。虽然加入了赫卡忒的相关材料，但戏剧依然出了奇的短，或许是《对开本》是台词本的衍生品，因演出的需要而大肆删减，或是戏剧被改编人自己删掉了许多。

## 中心思想

### 狼子野心
《馬克白》中的重要主题是当野心超越道德束缚时所造成的毁灭与破坏。馬克白是位勇敢的将军，自身并没有犯罪倾向，但他野心勃勃，渴望权势。他弃绝了自己的理性判断，杀死了邓肯王，陷入了内疚与偏执当中。在戏剧的末尾，他开始狂妄地自夸。馬克白夫人在追逐目标上更为执着，但对自己离经叛道所造成的愧疚则更加无能为力。作为莎士比亚戏剧中最强悍的女性角色，她怂恿丈夫将邓肯无情地杀死，并在此之后要他坚强起来，但最终因自己良心的谴责而变得疯狂。每一出剧中都有女巫预言，后者驱动二人施行暴力。戏剧所表明的一个问题是当某人决定使用暴力来获取权势时，情况会变得骑虎难下。馬克白發現王位总是处在威胁之中——如来自班柯、弗里恩斯、麦克德夫的威胁——对此，他决定使用暴力来铲除异己。
背叛與權力欲是密不可分的，因此也是本劇的一大主題。馬克白背叛了他的國王鄧肯、朋友班柯；二人皆被馬克白刺殺而死。此外，因前任考特爵士背叛國王被處死，馬克白得以繼承其爵位；後來作為考特爵士的馬克白卻又背叛國王且把他殺死。

### 男子氣概
莎士比亚表现出了男人气概、暴力和野心之间的连接点。馬克白夫人就是通过质疑丈夫的男子气概来达到对他的控制，并希望自己摆脱女性的柔弱，这与馬克白称像他夫人一样的妇女应该只生男孩子一样不谋而合。在开头馬克白夫人说：「当你能那么做，那么，你就是男人。」（1.7.48） 当馬克白雇凶杀人时，他也利用同样的方式，即通过质疑对方的男子气概来来怂恿当事人。这些都表明馬克白和馬克白夫人都将男子气概与赤裸裸的暴力攻击做了等同——每次他们讨论这个话题时，总是与暴力有关。他们所理解的男子气概导致戏剧中的政治秩序陷入了混乱。
不但如此，《馬克白》中的妇女都持有暴力与邪恶倾向。女巫们使馬克白的野心苏醒，之后馬克白夫人驱使馬克白去刺杀鄧肯王。在读到丈夫的来信，得知女巫的预言后，馬克白夫人称：
你本是葛莱密斯爵士，现在又做了考特爵士，
将来还会达到那预言所告诉你的那样高位。
可是我却为你的天性忧虑：
它充满了太多的人情的乳臭，
使你不敢采取最近的捷径；
你希望做一个伟大的人物，你不是没有野心，
可是你却缺少和那种野心相联属的奸恶
            ——馬克白夫人，《馬克白》第一幕，第五场
不但如此，全剧唯一出现的神灵是巫后赫卡忒，因为“馬克白”的罪恶来自于女性；一些评论家因此辩称本剧是莎士比亚戏剧中最为厌女的作品。剧中的男性角色和女性角色一样邪恶，但女性角色之所以可恶的惊人，是因为她们的行为与社会的期望大相径庭。馬克白夫人的行为毫无疑问地显明女性在野心与残忍上绝不逊于男性。或许是出于社会对其性别的制约，或许她的胆量不足，馬克白夫人采用了通过对她丈夫的摆布来达到自己的目的。
男子气概的暴力倾向在戏剧末尾有所降低。当麦克德夫得知自己的妻儿遇害时，马尔康冷漠地安慰了他，并要他用“男人”的方式解决问题，以此激怒麦克德夫。麦克德夫告诉小王子，称这是对男子气概的误解。马尔康称“拿出男子汉的气概来，”对此，麦克德夫回敬“我要拿出男子汉的气概来；可是我不能抹杀我的人类的感情。”(4.3.221–223)。当得知麦克德夫家人的噩耗时，西华德对此甚至有些幸灾乐祸。马尔康则回敬道：“他是值得我们更深的悲悼的，我将向他致献我的哀思。”(5.11.16–17)。马尔康的态度表明他从麦克德夫的教诲中学到了男子气概的真正含义。戏剧也通过马尔康的加冕暗示着苏格兰王国恢复了秩序。

### 重複出現的要素與主題
- 弔詭、對比：馬克白當中，不少狀況和角色的掙扎都是吊詭的；另外也有不少對比。二者有點相似，但並非完全相同。自劇中前段（「敗軍高奏凱歌回」第一幕第一場），二者皆不斷出現。其他例子包括：
  - 「美即醜惡醜即美」（第一幕第一場）
  - 「非讓屍骸鋪滿原野，決不罷手」（第一幕第二場）
  - 「為陛下盡忠效命，它的本身就是一種酬報。」（第一幕第四場）
  - 「我抓不到你，可是仍舊看見你。」（第二幕第一場）
  - 「不憚辛勞不憚煩」（第四幕第一場）
- 幻象：
  - 馬克白在幻象中看見一把染血匕首飄浮於空中，指向鄧肯王的寢室（「在我面前搖晃著、它的柄對著我的手的，不是一把刀子嗎？」第二幕第一場）。馬克白清楚知道此舉將改變他的一生—弒君是不可饒恕的罪行。這幻象或是女巫的超自然能力所做成的，又或只是他的幻覺。
  - 馬克白夫人不能消除自己因謀劃殺死鄧肯而生的罪疚感，因此在夢遊中以為自己手上有不能洗淨的血污（「去，該死的血跡！去吧！」第五幕第一場）。
  - 有些人認為，馬克白在王室宴會中所看見的班柯的鬼魂，其實是馬克白罪疚感的產物。（當然，另一解釋會是，因劇中有女巫、幽靈等元素，有鬼魂出現也是正常不過的。）
- 血與流血事件：馬克白是莎士比亞最血腥的劇作之一。開場不久，馬克白的軍隊剛剛在一場慘烈的戰役中擊退了來自挪威的入侵者。一名受了重傷的軍曹被國王這樣形容：「那個流血的人是誰？看他的樣子，也許可以向我們報告…」（第一幕第二場）血因此象徵了使者將臨，是神的警告，或是對他未來的預警。女巫的大釜也滿是血污。流血事件在劇中一再出現，其中不少與馬克白有莫大關係；劇末馬克白被馬克德夫所殺，馬克德夫更向馬爾康出示馬克白還在滴血的頭顱。此外，血也能象徵罪疚感。馬克白殺死鄧肯王時手上的血污正象徵他的罪疚感；馬克白夫人夜半夢遊時亦看到自己滿手血污。
- 嬰兒與小孩：孩子雖然甚少在劇中出現，卻經常被提及。孩子的天真無邪多次與馬克白或其他角色的心術不正構成對比。馬克白夫人是一個好例子：「我曾經哺乳過嬰孩，知道一個母親是怎樣憐愛那吮吸她乳汁的子女；可是我會在它看著我的臉微笑的時候，從它的柔軟的嫩嘴里摘下我的乳頭，把它的腦袋砸碎，要是我也像你一樣，曾經發誓下這樣毒手的話。」（第一幕第七場）
- 自然秩序：馬克白把鄧肯取而代之，並非「正常的」皇位繼承，這擾亂了皇位繼承的秩序。莎士比亞時期，人們相信國王是神所揀選的，皇位的神聖很受重視。因此，馬克白以非正途弒君奪位，會被視為得罪上蒼。自然秩序受到擾亂，以致出現不尋常的騷動：馬兒相咬相吞，小貓頭鷹殺掉大獵鷹。
- 失眠：睡眠在劇中多次被提及。鄧肯在夢中被殺，同時其守衛亦在沉睡。馬克白在殺死鄧肯後道：「不要再睡了！馬克白已經殺害了睡眠，那清白的睡眠，把憂慮的亂絲編織起來的睡眠……」（第二幕第二場） 事實上，此後馬克白及其夫人分別被失眠及夢遊困擾；這明確顯示出他們的罪疚感。同時，馬克白害怕睡覺這一點，也許代表了他對自己無法避免的死亡所感到的恐懼。
- 婚姻：剧中的女人都只能得知她们冠夫姓，譬如「馬克白夫人」和「Macduff女士」。馬克白夫妇共同商量他们要成为苏格兰国王及皇后的计划。莎士比亚是提出夫妻是一个单位，并且需要对彼此的举止负责的概念的发起人。在第四幕第二场里，当Macduff与Malcolm 前往英国时， Macduff女士说： "From Whence himself [Macduff] does fly? / He loves us not He wants the natural touch; for the poor wren, / The most diminutive of birds, will fight, / Her young ones in her nest, against the owl. / all is the fear and nothing is the love." 她是说Macduff应该陪同他的妻子和家人住在城堡里守护他们。（根据莎士比亚）当馬克白的杀手杀害Macduff家人时，他已经犯了错因为他不在他们身边保护他们。
- 外观与现实：这个剧本充满了矛盾对比的言论例如：「当战争胜利与失败的同时。」（1.1.4）－－战争实际上应该只有一方胜利，一方失败。还有：「美即醜惡醜即美」（1.1.12） 乃是在第一幕从女巫口中说出的。馬克白在剧中第一句对白是：「我从来没有见过这样阴郁而又光明的日子。」（1.3.38） 莎士比亚笔下馬克白的世界的写照乃是困惑和混乱的。这种思想在馬克白刺杀国王时的犹豫不决及面临道德上进退两难的情况得以返照出来。无论如何，那句句子似乎是想呈现“看来不会有什么”。
- 邪恶：是要在剧中说明女巫、恶魔的使者，及他们的黑暗预言督导馬克白。馬克白的邪恶面也在剧中成长。 起初他原本是不想杀人，但是渐渐杀人就变得很普遍，在剧中的转折点馬克白说： "Stepped in so far that, should I wade no more, / Returning were as tedious as go o'er." （3.4.138-139）  他决定了目前先继续杀人之后才来改悔回头。并且馬克白越邪恶，女巫们也能在剧中有更多的戏份。
- 衝突與對立：其他主題包含了幻想與現實
- 戰爭
- 情緒本身的侵蝕之力[38]
- 內在的掙扎：在本劇前兩幕的表現中，馬克白掙扎於其道德與野心

## 分析
在莎士比亚的悲剧中，《麦克白》则有些一反常态。它很短：比《奥赛罗》、《李尔王》短了近一千行，略多于《哈姆雷特》的一半。评论家们认为这些特点说明目前的版本是根据大幅删减后的资料改编成的，或许是某一场次的台词本之类的。戏剧章节的短小也伴随着其它异常的特色：第一幕的速度极快，似乎“将行动剥离了出去”；除了麦克白以外，其它角色平淡无奇；麦克白与其它莎士比亚悲剧人物相比，也显得有些异常。

### 角色的悲剧
至少从亚历山大·蒲柏和塞缪尔·约翰逊，对戏剧的分析就集中在麦克白的野心上，这被认为是角色的核心特征。约翰逊认为麦克白虽然在战场上表现神勇，但却在剧中被斥责。这种观点在文学评论中反复出现，而且卡洛琳·斯珀吉翁认为，莎士比亚自己也是这么做的。莎士比亚的贬损方式是给麦克白穿错衣服，让他丑态百出：他的衣服要么太大要么太小——好比他的野心太大，而他作王却一塌糊涂。当他被封为考特勳爵，被洛斯证实(I, 3, ll. 108–109)，并满足女巫预言时，感到似乎“穿上借来的衣服”。班柯称：“新的尊荣加在他的身上，就像我们穿上新衣服一样，在没有穿惯以前，总觉得有些不大适合身材。”(I, 3, ll. 145–146)。在结尾处，当暴君陷入绝境时，凯士纳斯看到他好像一个人试图将大外套穿在身上，但是皮带却太小了：“却说那是一个猛士的愤怒；可是他不能自己约束住他的惶乱的心情”(V, 2, ll. 14–15)，而安格斯则做出类似的比喻：“现在他已经感觉到他的尊号罩在他的身上，就像一个矮小的偷儿穿了一件巨人的衣服一样束手绊脚。”(V, 2, ll. 18–20)。
类似《理查三世》，麦克白在血腥中跋涉，直到他最终的必然倾覆。肯尼斯·缪尔(Kenneth Muir)写道：“麦克白本身并没有谋杀倾向；但他的野心出来奇的大，以至于在对比失去王位的问题上，谋杀之类的不足一提。”一些学者，如斯托尔解释称这种描述是塞涅卡或中世纪传统的延伸。由此，莎士比亚的观众期望反面角色是完全邪恶的。
另一些评论家则认为回答麦克白的动机并不容易。罗伯特·布里奇斯(Robert Bridges)发现了一个悖论：在谋杀邓肯一事上感到颇为恐怖的人，是不太可能去行凶的。对于许多评论家来说，第一幕中麦克白的动机显得模糊、不充分。约翰·多佛·威尔逊在莎士比亚的原始文献上做出了推论，假设有一些附加场景，丈夫与妻子在其中讨论谋杀计划。这种解释也没有得到完全的证明；然而，麦克白的动机来自野心是被广泛认可的。这种由野心驱动的邪恶行为导致他陷入了恶性循环，正如麦克白自己承认的那样：“我已经两足深陷于血泊之中，要是不再涉血前进，那么回头的路也是同样使人厌倦的。”(第三幕、第四场)

### 道德的悲剧
麦克白野心的悲剧不仅仅局限于他个人。几乎在谋杀的同一时刻，戏剧描述了苏格兰大地的自然秩序被颠覆了。莎士比亚似乎想要提出伟大的存在之链，然而戏剧中的细节并不足以支持这种论述。他或许也试图恭维詹姆士君权神授的信念，但这也只是假说，亨利·N·保罗用了大量篇幅来论述这种说法并不普世。在《凯撒大帝》中，政治动乱甚至波及到了物质世界。戏剧中，对自然秩序的最大颠覆是睡眠。麦克白称自己“谋杀了熟睡的人”，反应在了麦克白夫人的梦游上。
基本上，《麦克白》受到中世纪悲剧的影响，这可以从剧中对道德秩序的处理上看出。格林尼·威科姆认为作者通过门房的台词提及了地狱的痛苦。霍华德·菲尔普林则辩称戏剧比“传统基督教悲剧”更为复杂；他看到戏剧中的宗族关系，以及暴政剧与中世纪礼拜剧之间的关系。
颠倒性别这一主题也是秩序混乱的一大看点。对性别的颠倒最著名的联系出现在第一幕中女巫和麦克白夫人的身上。无论莎士比亚对颠倒错乱怎么写，戏剧都以回归正常性别秩序与价值告终。一些女性心理分析家，如简·阿德尔曼将戏剧中的性别错乱归结为自然秩序颠覆的一部分。在此，麦克白因破坏道德秩序而被处以剥夺自然存在的判罚；自然本身(如勃南树林的移动)也是道德秩序恢复的一部分。

### 巫术与邪恶

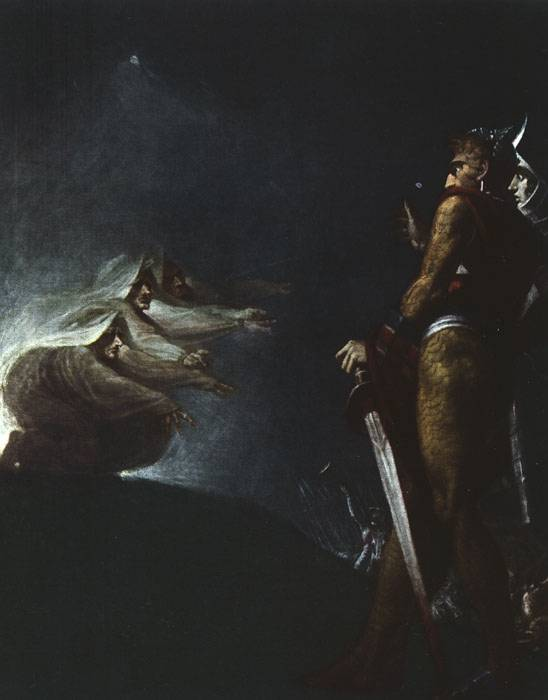
《麦克白、班柯与女巫》，亨利·菲斯利绘

在剧中，三位女巫代表了黑暗、混乱、争斗，她们的角色就是上述邪恶的使者和证人。她们的出现代表了背叛与毁灭。在莎士比亚时期，女巫被视为比叛乱更为可恶的事情，“是能发现的最为臭名昭著的叛乱”。她们不但是政治上的叛徒，而且是灵魂的叛徒。许多混乱是由于她们可以在现实与超自然之间来回穿行所致。她们任性而为，以至于无法确定是她们控制了命运，还是命运的使者而已。她们蔑视逻辑，不受现实世界的控制。女巫的第一句话：“美即丑恶丑即美，翱翔毒雾妖云里”常被认为是确立戏剧混乱的根基。的确，戏剧充满了错乱，将邪恶误认为良善，将良善却误认为是邪恶。这些话都显明了女巫的意图：她们只想为活人找麻烦。
虽然女巫们没有直接告诉麦克白杀死邓肯王，但她们使用了更为狡猾的诱惑，即告诉麦克白他终将为王。将这个观点植入他的脑中，女巫们成功地将麦克白带入迷途，引向毁灭。这些写作风格属于莎士比亚时代的特色。第一，她们争辩，如果一个想法被植入某人的脑中，那么他要么沉迷于此，要么断然拒绝。麦克白沉迷了，而班柯对此表示拒绝。

## 其它

### 迷信
剧中第四幕巫师对麦克白展现八位君王的影像，一般认为八位君王是代表英国斯圖亞特王朝的历代君王。并侧重稱頌当时刚刚即位為英格蘭國王的詹姆士一世。
虽然人们在今天会说演出所带来的意外是偶然的，但演员或剧院中其它人却常常认为提及“麦克白”是件不吉利的事情，因此一般会迷信地称之为“那齣苏格兰剧”而不会直呼其名。他们或将戏剧代称为"MacBee"，或将麦克白两夫妇称为“M先生/夫人”或“苏格兰国王”。
这是因为据说莎士比亚在剧本中直接使用了女巫的咒语，导致戏剧被女巫所诅咒。因此，在剧院中谈及它的名字被认为会导致演出失败、演员受伤、遭到意外等。许多故事或意外都与演出有关。阿斯托暴动也为戏剧增添了神秘色彩。暴动是因为上演的两出《麦克白》之间的冲突。
还有一些方法声称可以破除诅咒，如在提及剧名后立即离开剧院，原地转三圈，从左肩膀吐唾沫等等。

### 绘画

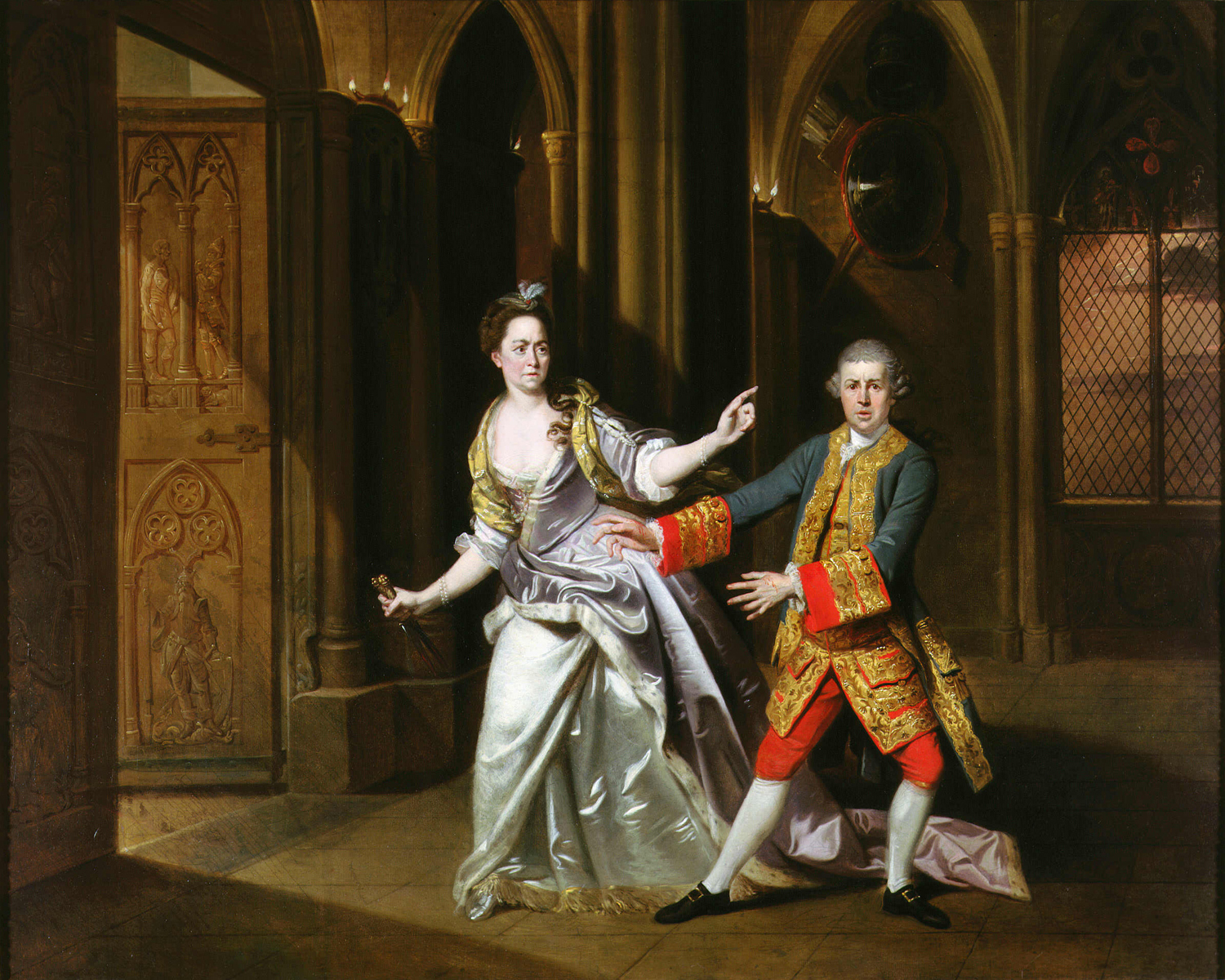
约翰·佐法尼[59]绘
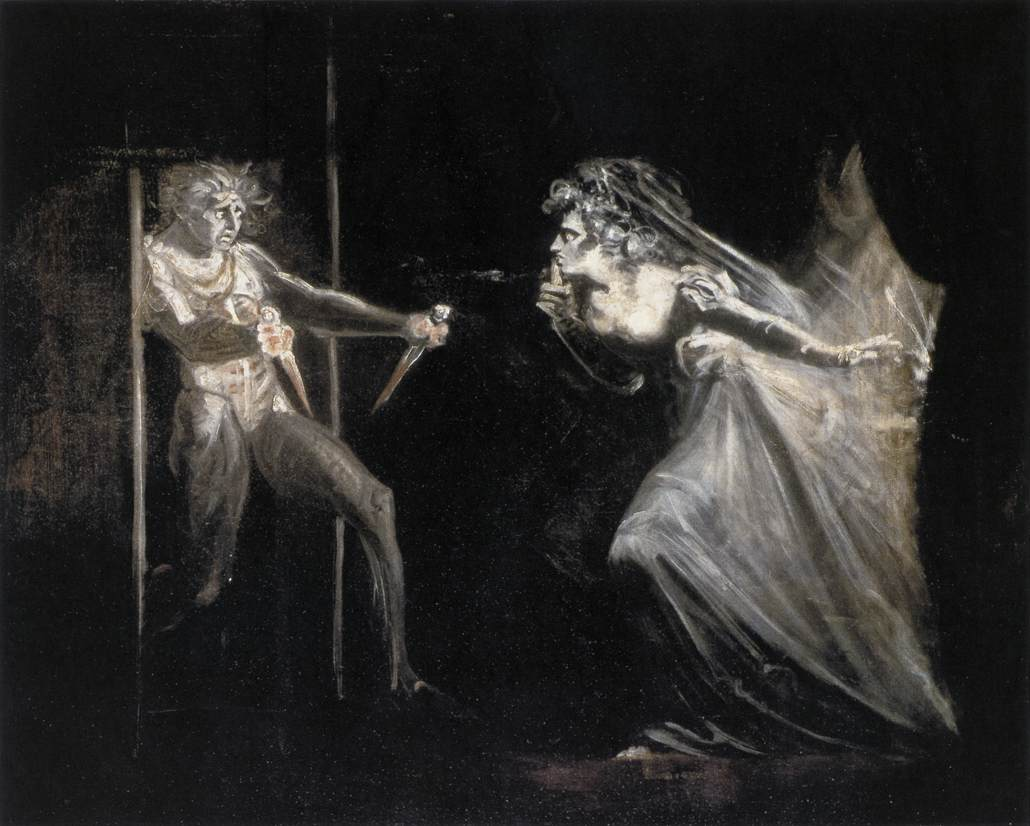
亨利·菲斯利[3]绘
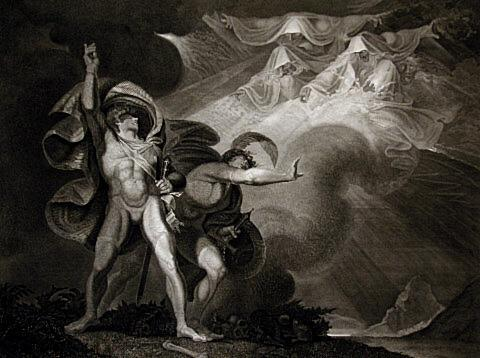
麦克白见女巫，詹姆斯·考德威尔[62]刻
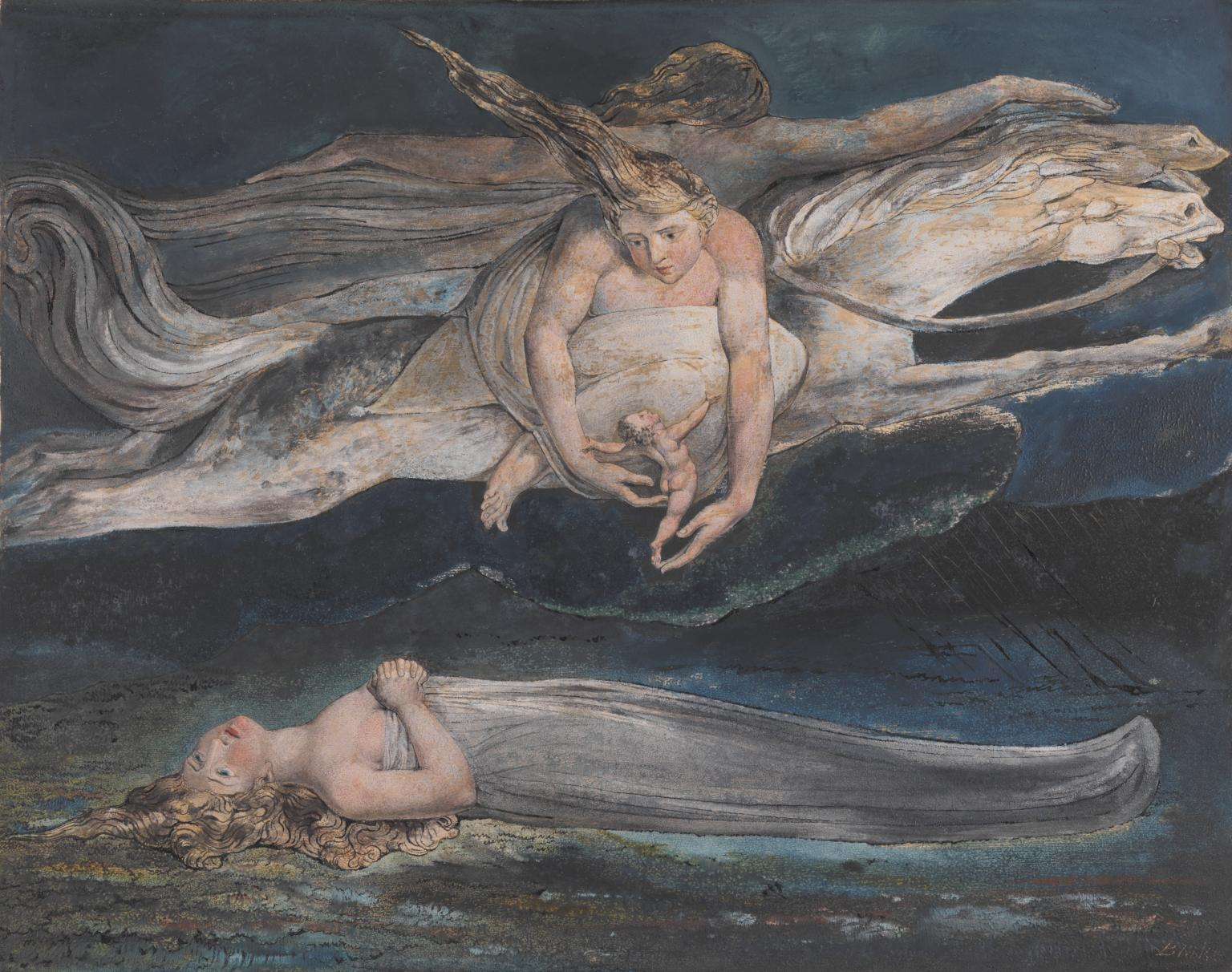
遗憾，威廉·布雷克[64]绘
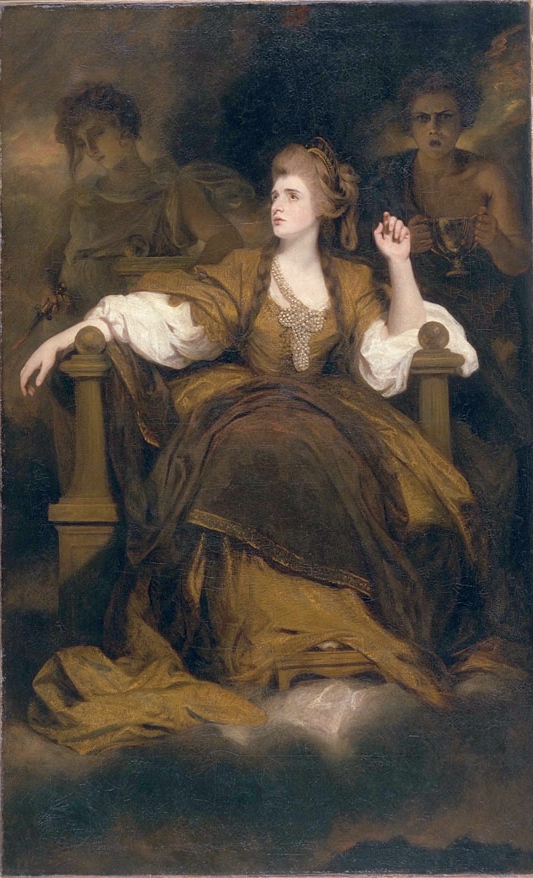
约书亚·雷诺兹[66]绘
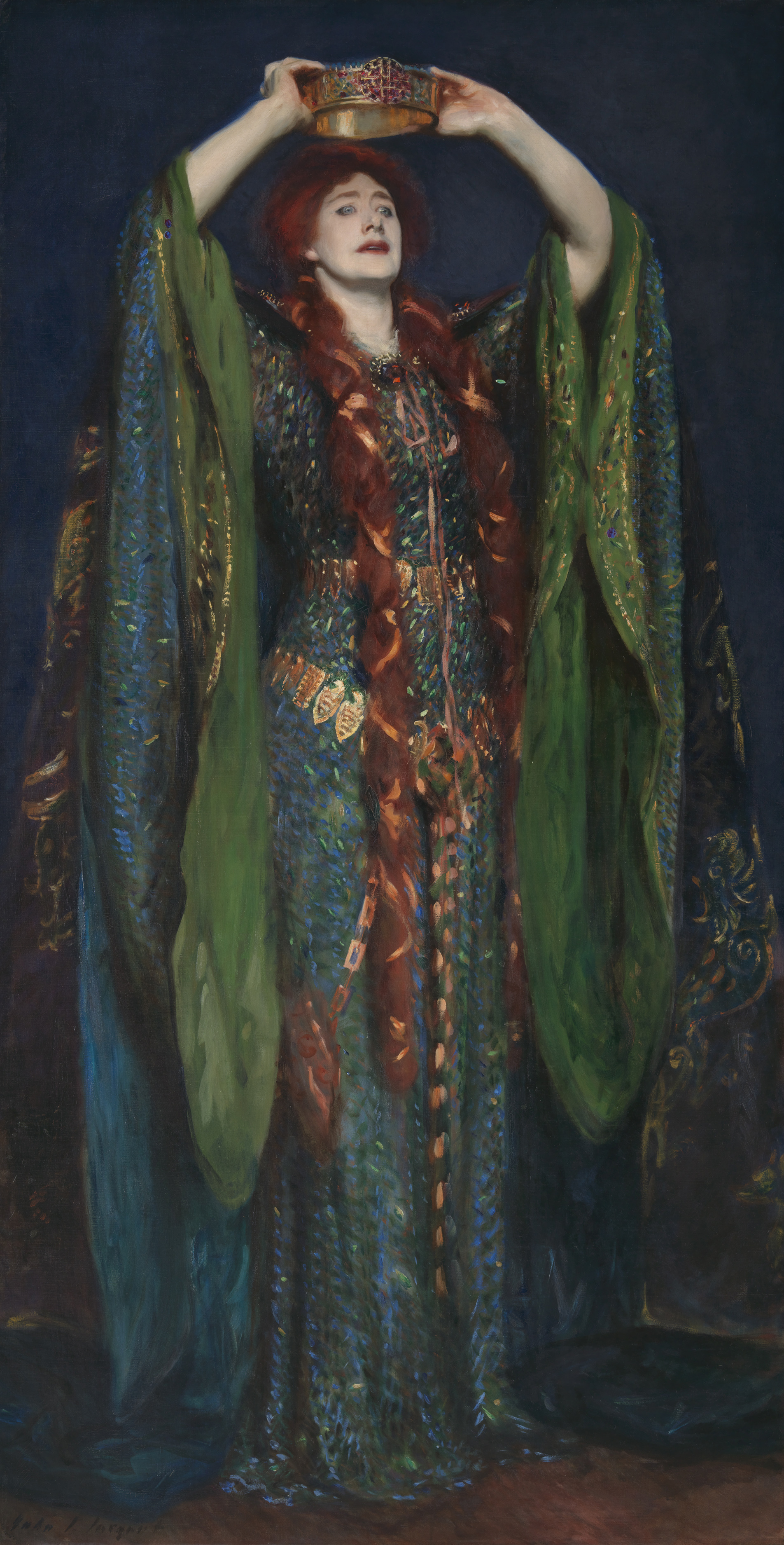
约翰·萨金特[68]绘

### 脚注
除非另外说明，否则所有的“马克白”引述为Muir (1984)，莎士比亚其它作品则引述为Wells and Taylor (2005).
1. ↑  Thomas W. Keene
2. ↑  Holinshed's Chronicles, 1587
3. 1 2 3  Henry Fuseli
4. ↑  Muir, Kenneth, ed. (1984) [1951] Macbeth. The Arden Shakespeare, Second Series, 11th ed., p. xxxvi.
5. ↑  Orgel (2002, 33)
6. ↑  Coursen (1997, 11–13)
7. ↑  Donwald
8. ↑  Coursen (1997, 15–21)
9. ↑  Coursen (1997, 17)
10. 1 2  Nagarajan, S. . Shakespeare Quarterly. 1956, 7 (4): 371–376. JSTOR 2866356.
11. ↑  Palmer, J. Foster. . Transactions of the Royal Historical Society. 1886, 3: 343–370. doi:10.2307/3677851.
12. ↑  班柯的斯图尔特身份在十九世纪被证伪，日后发现菲茨泽兰兹(Fitzalans)实际上市来自于布里敦（Breton）家族
13. ↑  Jean de Schelandre
14. ↑  Stuartide
15. ↑  Maskell, D. W. . The Modern Language Review. 1971, 66 (1): 53–65. JSTOR 3722467.
16. ↑  Braunmuller.  (PDF). Cambridge: Cambridge University Press. 1997: 2–3  [2013-08-11]. ISBN 0-521-29455-X. （原始内容存档 (PDF)于2013-12-08）. （页面存档备份，存于）
17. ↑  Brooke (2008, 59–64)
18. ↑  Paul, Henry Neill. . New York: Macmillan. 1950: 227.
19. ↑  Henry Garnet
20. ↑  Kermode, Frank. . . Boston: Houghton Mifflin. 1974: 1308. ISBN 0-395-04402-2. For details on Garnet, see Zagorin, Perez. . Social Research. 1996, 63 (3): 863–912.
21. ↑  Lord Burghley
22. ↑  Martin Azpilcueta
23. ↑  Doctrine of Equivocation
24. ↑  Braunmuller (1997) pp. 5–8.
25. ↑  Rogers, H. L. "An English Tailor and Father Garnet's Straw". Review of English Studies 16: 61 (February 1965), 44-9; pp. 44-5.
26. ↑  Hugh Griffin
27. ↑  "miraculous straw"
28. ↑  Rogers (1965) pp. 45-7.
29. ↑  Kermode
30. 1 2  Kermode, Riverside Shakespeare, p. 1308.
31. ↑  A. R. Braunmuller
32. ↑  Braunmuller (1997), pp. 5–8
33. ↑  Loomis, E.A. "The Master of the Tiger", Shakespeare Quarterly, 7:4 (Winter, 1956); Brooke, Nicholas (ed.) The Tragedy of Macbeth (Oxford: Oxford University Press, 1990), 59–64
34. ↑  Thomas Middleton
35. ↑  Clarendon edition
36. ↑  Brooke (2008, 57)
37. ↑  原文"unsexed"
38. ↑  Corrupting Power of Pure Emotion
39. ↑  Caroline Spurgeon
40. ↑  Caroline Spurgeon, Shakespeare's Imagery and What It Tells Us. In: John Wain (ed.): Shakespeare. Macbeth. A Casebook. Bristol: Western Printing Services (1968), pp. 168–177
41. ↑  E. E. Stoll
42. ↑  John Dover Wilson
43. ↑  Great Chain of Being
44. ↑  Henry N. Paul
45. ↑  Glynne Wickham
46. ↑  Howard Felperin
47. ↑  feminist psychoanalytic critics
48. ↑  Janet Adelman
49. ↑  Kliman, 14.
50. ↑  Perkins, William. . London: Cantrell Legge, Printer to the Universitie of Cambridge. 1618: 53  [24 June 2009].
51. ↑  Coddon, Karin S. . ELH. 1989, 56 (3): 485–501. JSTOR 2873194.
52. 1 2  Frye, Roland Mushat. . The Huntington Library Quarterly. 1987, 50 (3): 249–261.
53. 1 2  Robert Faires, "The curse of the play （页面存档备份，存于）", Austin Chronicle, 13 October 2000.
54. ↑  Tritsch, Dina. . pretallez.com. April 1984  [28 November 2010]. （原始内容存档于2011年7月15日）. （页面存档备份，存于）
55. ↑  Astor Place Riot
56. ↑  Dunning, Brian. . skeptoid.com. 7 September 2010  [28 November 2010]. （原始内容存档于2010-10-08）. （页面存档备份，存于）
57. ↑  Babylon 5 – The Scripts of J. Michael Straczynski, Volume 6 by J. Michael Straczynski, Synthetic Labs Publishing (2006).
58. ↑  Garber, Marjorie B. . Routledge. 2008: 77. ISBN 978-0-415-96446-3.
59. ↑  Johann Zoffany
60. ↑  Orgel (2002, 248)
61. ↑  James Caldwell
62. ↑  William Blake
63. ↑  Joshua Reynolds
64. ↑  John Singer Sargent
65. ↑  Schoch (2002,59)

### 文献
- Adams, Joseph Quincy. . Houghton Mifflin. 1917.
- Bald, Robert Cecil. . Review of English Studies (Oxford University Press). 1928, 4: 429–31.
- Banham, Martin; Mooneeram, Roshni and Plastow, Jane Shakespeare and Africa in Wells and Stanton (2002, 284-299)
- Barnet, Sylvan. . Barnet, Sylvan  (编). . Signet Classics. New American Library. 1998: 186–200. ISBN 978-0451524447.
- Bentley, Gerald Eades.  6. Clarendon Press. 1941.
- Billington, Michael Shakespeare and the Modern British Theatre in Wells and Orlin (2003, 595-606)
- Bloom, Harold. . 1999. ISBN 1-57322-751-X.
- Booth, Michael R. Nineteenth-Century Theatre in Brown (1995, 299-340)
- Braunmuller, Albert R. . Braunmuller, Albert R.  (编). . Cambridge University Press. 1997: 1–93  [16 August 2012]. ISBN 0-521-22340-7. （原始内容存档于2014-07-06）.
- Brode, Douglas. . Berkley Boulevard. 2001.
- Brooke, Nicholas (ed.) and Shakespeare, William. . Oxford University Press. 2008. ISBN 978-0-19-953583-5.
- Brown, John Russell (ed.). . Oxford University Press. 1995. ISBN 0-19-285442-9.
- Brown, Langdon. . Greenwood Press. 1986.
- Bryant, Jr., J. A. . University of Kentucky Press. 1961  [1 November 2009].
- Burnett, Mark Thornton and Wray, Ramona (eds.). . Edinburgh University Press. 2006. ISBN 0 7486 2351 5.
- Chambers, E. K.  2. Clarendon Press. 1923. ISBN 0-19-811511-3. OCLC 336379.
- Coddon, Karin S. . ELH (Johns Hopkins University). 1989, 56 (3): 485–501. doi:10.2307/2873194.
- Coursen, Herbert R. . Greenwood Press. 1997  [15 August 2012]. ISBN 0-313-30047-X. （原始内容存档于2014-07-06）.
- Dunning, Brian. . Skeptoid: Critical analysis of Pop Phenomena. Skeptoid.com.   [28 November 2010]. （原始内容存档于2010-10-08）. （页面存档备份，存于）
- Faires, Robert. . The Austin Chronicle. 13 October 2000  [19 August 2012]. （原始内容存档于2021-02-27）. （页面存档备份，存于）
- Forsyth, Neil Shakespeare the Illusionist: Filming the Supernatural in Jackson (2000, 274-294)
- Freedman, Barbara Critical Junctures in Shakespeare Screen History: The Case of Richard III in Jackson (2000, 47-71)
- Garber, Marjorie B. . Routledge. 2008. ISBN 978-0-415-96446-3.
- Gay, Penny Women and Shakespearean Performance in Wells and Stanton (2002, 155-173)
- Gillies, John; Minami, Ryuta; Li, Ruri and Trivedi, Poonam Shakespeare on the Stages of Asia in Wells and Stanton (2002, 259-283)
- Greenhalgh, Susanne Shakespeare Overheard: Performances, Adaptations and Citations on Radio in Shaughnessy (2007, 175-198).
- Guntner, J. Lawrence Hamlet, Macbeth and King Lear on Film in Jackson (2000, 117-134), especially the section Macbeth: of Kings, Castles and Witches at 123-128.
- Halliday, F. E. . Penguin. 1964.
- Hawkes, Terence Shakespeare's Afterlife: Introduction in Welles and Orlin (2003, 571-581)
- Hodgdon, Barbara and Worthen, W. B. (eds.). . Blackwell Publishing Limited. 2005. ISBN 978-1-4051-8821-0.
- Holland, Peter Touring Shakespeare in Wells and Stanton (2002, 194-211)
- Holland, Peter Shakespeare Abbreviated in Shaughnessy (2007, 26-45)
- Hortmann, Wilhelm Shakespeare on the Political Stage in the Twentieth Century in Wells and Stanton (2002, 212-229)
- Howard, Tony Shakespeare on Film and Video in Wells and Orlin (2003, 607-619)
- Jackson, Russell (ed.). . Cambridge University Press. 2000. ISBN 0 521 63975 1.
- Jess-Cooke, Carolyn Screening the McShakespeare in Post-Millennial Shakespeare Cinema in Burnett and Wray (2006, 163-184).
- Kermode, Frank. . Evans, C. Blakemore  (编). . Houghton Mifflin. 1974: 1307–11. ISBN 0-395-04402-2.
- Kliman, Bernice; Santos, Rick. . Fairleigh Dickinson University Press. 2005. ISBN 0-8386-4064-8.
- Lanier, Douglas. . Oxford Shakespeare Topics. Oxford University Press. 2002. ISBN 0-19-818703-3.
- Marsden, Jean I. Improving Shakespeare: from the Restoration to Garrick in Wells and Stanton (2002, 21-36).
- Maskell, David W. . Modern Language Review (Modern Humanities Research Association). 1971, 66: 53–65. doi:10.2307/3722467.
- Mason, Pamela Orson Welles and Filmed Shakespeare in Jackson (2000, 183-198), especially the section Macbeth (1948) at 184-189.
- McKernan, Luke and Terris, Olwen. . British Film Institute. 1994. ISBN 0-85170-486-7.
- McLuskie, Kathleen Shakespeare Goes Slumming: Harlem '37 and Birmingham '97 in Hodgdon & Worthen (2005, 249-266)
- Moody, Jane Romantic Shakespeare in Wells and Stanton (2002, 37-57).
- Morrison, Michael A. Shakespeare in North America in Wells and Stanton (2002, 230-258)
- Muir, Kenneth. . Muir, Kenneth  (编).  11. The Arden Shakespeare, Second Series. 1984: xiii–lxv [1951]. ISBN 978-1-90-343648-6.
- Nagarajan, S. . Shakespeare Quarterly (Folger Shakespeare Library). 1956, 7 (4): 371–6.
- O'Connor, Marion Reconstructive Shakespeare: Reproducing Elizabethan and Jacobean Stages in Wells and Stanton (2002, 76-97)
- Orgel, Stephen. . Routledge. 2002. ISBN 0-415-91213-X.
- Orgel, Stephen Shakespeare Illustrated in Shaughnessy (2007, 67-92)
- Osborne, Laurie Narration and Staging in Hamlet and its Afternovels in Shaughnessy (2007, 114-133)
- Palmer, J. Foster. . Transactions of the Royal Historical Society (Royal Historical Society). 1886, 3: 343–70. doi:10.2307/3677851.
- Paul, Henry Neill. . Macmillan Publishers. 1950.
- Perkins, William. . Cambridge University Press. 1618  [24 June 2009].
- Potter, Lois Shakespeare in the Theatre, 1660-1900 in Wells and de Grazia (2001, 183-198)
- Rosenthal, Daniel. . British Film Institute. 2007. ISBN 978-1-84457-170-3.
- Sanders, Julie. . Polity Press. 2007. ISBN 978-07456-3297-1.
- Schoch, Richard W. Pictorial Shakespeare in Wells and Stanton (2002, 58-75)
- Shaughnessy, Robert (ed.). . Cambridge University Press. 2007. ISBN 978-0-521-60580-9.

- Shirley, Francis. . University of Nebraska Press. 1963.
- Smallwood, Robert Twentieth-Century Performance: The Stratford and London Companies in Wells and Stanton (2002, 98-117)
- Spurgeon, Caroline. . Wain, John  (编). . Casebook Series, AC16. Macmillan. 1969: 168–177. ISBN 0-876-95051-9.
- Straczynski, J. Michael. . Synthetic World. 2006.
- Tanitch, Robert. . Haus Publishing. 2007. ISBN 978-1-904950-74-5.
- Tanitch, Robert. . Abbeville Press Publishing. 1985.
- Tatspaugh, Patricia Performance History: Shakespeare on the Stage 1660-2001 in Wells and Orlin (2003, 525-549)
- Taylor, Gary Shakespeare Plays on Renaissance Stages in Wells and Stanton (2002, 1-20)
- Tritsch, Dina. . Showbill (Playbill). April 1984  [28 November 2010]. （原始内容存档于2011年7月15日）. （页面存档备份，存于）
- Walter, Harriet. . Faber and Faber. 2002. ISBN 978-0571214075.
- Wells, Stanley and de Grazia, Margreta (eds.). . Cambridge University Press. 2001. ISBN 0 521 65881 0.
- Wells, Stanley and Orlin, Lena Cowen (eds.). . Oxford University Press. 2003. ISBN 0-19-924522-3.
- Wells, Stanley and Stanton, Sarah (eds.). . Cambridge University Press. 2002. ISBN 0 521 79711 X.
- Wells, Stanley and Taylor, Gary (et al.)(eds.). . Oxford University Press. 2005. ISBN 978-0-19-926718-7.
- Willems, Michèle Video and its Paradoxes in Jackson (2000, 35-46)
- Williams, Simon The Tragic Actor and Shakespeare in Wells and Stanton (2002, 118-136)
- Zagorin, Perez. . Social Research (The New School for Social Research). 1996, 63 (3): 863–912.
- Raphael Holinshed's Chronicles of England, Scotland, and Ireland, based on Hector Boece's 1527 Scotorum Historiae.
- Reginald Scot's Discovery of Witchcraft
- King James I of England's 1599 Daemonologie
- Macbeth's words on dogs and men in Act 3, scene 1, (91-100), likely came from Erasmus' Colloquia
- Compare also the Witch of Endor.

## 改編作品
- 威爾第歌劇《馬克白》
- 黑澤明《蜘蛛巢城》
- 吳興國《慾望城國》（當代傳奇劇場）
- 呂柏伸《莎士比亞不插電3馬克白》（台南人劇團）
- 羅家英《英雄叛國》
- 賈斯汀·克佐《馬克白》
- 蜷川幸雄 《蜷川馬克白》（蜷川幸雄劇團）
- 喬爾·柯恩《馬克白》

## 外部連結
- 麥克白原文
- The Text of Shakespeare's Macbeth （页面存档备份，存于）
- Macbeth （页面存档备份，存于） - searchable, indexed version
- The Tragedie of Macbeth （页面存档备份，存于） - HTML version of this title.
- Macbeth （页面存档备份，存于） - plain vanilla text from Project Gutenberg
- Macbeth - About.com text of Macbeth
- Slashdoc : Macbeth （页面存档备份，存于） - Scholarly essays on Shakespeare's Macbeth
- Unabridged dramatic audio production of Macbeth - RealAudio
- 馬克白中文版 （页面存档备份，存于）
- 馬克白 （页面存档备份，存于）（简体中文）
- 莎士比亞的全部作品集（简体中文）